# Rapsodie flamande
La Rapsodie flamande op. 56 est une œuvre symphonique d'Albert Roussel composée en 1936.

## Présentation
Hommage de Roussel à ses origines flamandes, la Rapsodie flamande est composée entre avril et le 3 juillet 1936 et s'inspire de chansons flamandes du XVIe siècle et du XVIIe siècle.
L’œuvre est créée le 12 décembre 1936 à Bruxelles par l'Orchestre de la Société philharmonique sous la direction d'Erich Kleiber, dédicataire de l’œuvre. En France, la première audition se déroule le 28 janvier 1937 à Paris, salle Pleyel, Charles Munch étant à la baguette.

## Instrumentation
La pièce est instrumentée pour orchestre symphonique :
| Instrumentation de la Rapsodie flamande                                                                  |
| Bois |
| 1 piccolo, 2 flûtes, 2 hautbois, 1 cor anglais, 2 clarinettes, clarinette basse, 2 bassons, contrebasson |
| Cuivres                                                                                                  |
| 4 cors, 3 trompettes, 3 trombones, 1 tuba                                                                |
| Percussions                                                                                              |
| timbales, triangle, tambour de basque, cymbales, grosse caisse, tam-tam, caisse claire, tambour          |
| Claviers / cordes pincées                                                                                |
| harpe |
| Cordes                                                                                                   |
| premiers violons, seconds violons, altos, violoncelles, contrebasses                                     |

## Analyse
La Rapsodie est basée sur cinq chansons flamandes, tirées notamment du recueil d’Ernest Closson Chansons populaires des provinces belges.
Après une introduction « quasi cabalistique [à] l'effet ensorceleur », se font ainsi entendre, successivement traités, les airs :
- Trommelen van Dierendondijn, chanson de gueux[4] et symbole de la lutte contre l'Inquisition au XVIe siècle[1] ;
- De Spinster (« La Fileuse »), qui « insuffle une espièglerie féminine bienvenue dans cet univers belliqueux[5] » ;
- Het Beleg van Berg-op-Zoom (« le Siège de Berg-op-Zoom »), extrait des Nederlandtsche Gedenck-Clanck d'Adriaen Valerius publiées en 1626, sur un « flamboyant tutti[5] » ;
- Kareltje, « comptine pleine d'entrain[5] » ;
- Slaap Kindje, slaap, « émouvante berceuse » et « noyau émotionnel de la Rapsodie », confiée au hautbois puis aux cordes[5].

Puis les thèmes martiaux reviennent, en ordre inversé, ramenant à la réalité, avant de conclure « puissamment cette évocation des origines. L'amour, l'indépendance, la vaillance, le refus de tout débordement religieux sont célébrés dans le fracas des fanfares carnavalesques et l'atmosphère enjouée des essoufflantes farandoles peintes par James Ensor ».
L'exécution de l'œuvre dure en moyenne dix minutes.
La Rapsodie flamande porte le numéro d'opus 56 et, dans le catalogue des œuvres du compositeur établi par la musicologue Nicole Labelle, le numéro L 71.

## Discographie
- avec la Symphonie no 4, par l'Orchestre national royal d'Écosse, Stéphane Denève (dir.), Naxos 8.572135, 2010[7].